# Нотт (округ, Кентуккі)
Шаблон:StateAbbr_ 37°21′ пн. ш. 82°57′ зх. д. / 37.35° пн. ш. 82.95° зх. д.
Округ  Нотт (англ. Knott County) — округ (графство) у штаті  Кентуккі, США. Ідентифікатор округу 21119.

## Історія
Округ утворений 1884 року.

## Демографія
За даними перепису 
2000 року 
загальне населення округу становило 17649 осіб, усе сільське.
Серед мешканців округу чоловіків було 8702, а жінок — 8947. В окрузі було 6717 домогосподарств, 4992 родин, які мешкали в 7579 будинках.
Середній розмір родини становив 3.
Віковий розподіл населення поданий у таблиці:
| Стать    | До 15 років | 15-21 | 22-29 | 30-39 | 40-49 | 50-65 | 65-85 | Понад 85 |
| -------- | ----------- | ----- | ----- | ----- | ----- | ----- | ----- | -------- |
| Чоловіки | 1814        | 1023  | 858   | 1280  | 1407  | 1476  | 774   | 70       |
| Жінки    | 1637        | 1051  | 904   | 1360  | 1378  | 1457  | 996   | 164      |

## Суміжні округи
- Меґоффін — північ
- Флойд — північний схід
- Пайк — схід
- Летчер — південь
- Перрі — південний захід
- Бретітт — північний захід

## Виноски
1. ↑  U.S. Decennial Census. United States Census Bureau. Архів оригіналу за 26 квітня 2015. Процитовано 17 серпня 2014.
2. ↑  Historical Census Browser. University of Virginia Library. Архів оригіналу за 11 серпня 2012. Процитовано 17 серпня 2014.
3. ↑  Population of Counties by Decennial Census: 1900 to 1990. United States Census Bureau. Процитовано 17 серпня 2014.
4. ↑  Census 2000 PHC-T-4. Ranking Tables for Counties: 1990 and 2000 (PDF). United States Census Bureau. Процитовано 17 серпня 2014.
5. ↑  State & County QuickFacts. United States Census Bureau. Архів оригіналу за 7 червня 2011. Процитовано 8 березня 2014.(англ.) Наведено за англійською вікіпедією.
6. ↑  American FactFinder. Бюро перепису населення США. Архів оригіналу за 26 лютого 2012. Процитовано 31 січня 2008.

| США | Це незавершена стаття з географії США. Ви можете допомогти проєкту, виправивши або дописавши її. |